# Syzygium luehmannii
Syzygium luehmannii ((F.Muell.) L.A.S.Johnson, 1962) è un albero appartenente alla famiglia delle Myrtaceae, diffuso in Australia occidentale e Nuova Guinea.

## Descrizione
È una piante sempreverde, che può raggiungere sette metri di altezza, con foglie luccicanti, molte varietà hanno colori che vanno dal rosa brillante al rosso mattone. I fiori sono bianchi o verdastri. I frutti sono bacche rossa, viola o biancastre, fino a 13 mm di lunghezza, che maturano da dicembre a febbraio e assumono una forma simile a quella della pera, con un sapore simile a quello del mirtillo, con sentori di chiodi di garofano.

## Distribuzione e habitat
L'habitat è la foresta pluviale australiana, litorale, subtropicale o tropicale. Cresce su terreni vulcanici o su terreni sabbiosi profondi tra il fiume Macleay nel Nuovo Galles del Sud e vicino a Cairns nel Queensland tropicale.

## Usi
Viene comunemente coltivato come albero ornamentale e per i suoi frutti, chiamati riberry. È una delle piante più popolari dell'Australia in particolare utilizzata per l'arte topiaria.  Il frutto viene utilizzato per farne marmellate aromatizzate, per salse, sciroppi e dolciumi.